# 岡崎綾子
岡崎 綾子（おかざき あやこ、1977年11月30日 - ）は、島根県益田市出身の女子柔道選手（五段）。元全日本女子B指定選手。得意技は内股。

## 学歴
- 益田高校卒業
- 1996年埼玉大学教育学部入学、野瀬清喜の指導を受ける。
- 埼玉大学教育学部卒業

## 戦歴
- 1997年
  - 4月27日全日本女子柔道選抜体重別選手権大会56kg級3位（優勝は、立野千代里、二位は、大塚雅子）
- 1998年
  - 5月3日全日本女子選抜柔道体重別選手権大会57kg級5位（優勝は、日下部基栄、二位は、大石いづみ)
- 1999年
  - 5月2日全日本女子選抜柔道体重別選手権大会57kg級3位（優勝は、武田淳子、二位は、大塚雅子）
  - 11月23日全国女子柔道体重別選手権大会57kg級3位（優勝は、日下部基栄、二位は、山田真由美）
- 2000年
  - ミキハウス入社
  - 4月9日全日本女子選抜柔道体重別選手権大会57kg級5位（優勝は、日下部基栄、二位は、山田真由美)
  - シドニーオリンピック強化選手となったが、代表には選ばれなかった。
- 2001年
  - 8月全日本実業柔道個人選手権57kg級で優勝（他の年にも同一階級で優勝あり。）

- 移籍時期不明。
- 創電社に移籍。
- 2005年
  - 講道館杯女子52kg級優勝（準決勝は、吉村依子に袖釣込腰で一本勝ち、決勝は、横澤由貴に判定勝ちした。）
  - 第23回福岡国際女子柔道選手権大会女子52kg級3位（優勝は、西田優香、二位は、横澤由貴）
- 2006年
  - 4月10日に行われた全日本女子柔道選抜体重別選手権大会では、横澤に一本背負投で効果を取られて負けた。
  - 8月26日全日本実業柔道個人選手権大会で準優勝。。吉村依子に大外刈で効果を取られて敗れた

## その他の成績
- 全日本実業柔道選手権優勝3回(57kg級で2回、52kg級で1回（2004年））